# Podolasia
Podolasia é um género botânico pertencente à família Araceae.